# Neritina virginea
Es un caracol marino conocido como nerita (Neritina virginea) es una especie de gasterópodo marino perteneciente a la familia Neritidae. Habita aguas marinas y salobres como zonas de manglar y posas.

## Clasificación y descripción
Concha pequeña de forma globosa. Coloración muy variable, puede ser blanca, gris, verde, púrpura, roja o amarilla con diferentes patrones formando puntos, manchas, líneas e incluso bandas en espiral. La vuelta corporal es muy grande. Abertura semilunar con el área parietal extendida, de color blanco o amarillo. Número de dientes variable.

## Distribución
La especie se distribuye en Neritina virginea desde la costa este de Florida hasta Brasil, también en Bermuda. En México está ampliamente distribuida por las lagunas costeras y estuarios de la costa oriental de México, en el Océano Pacífico.

## Hábitat
Habita en aguas marinas y salobres con sustrato arenoso, someros, generalmente de no más de 1.5 m.

## Estado de Conservación
Hasta el momento en México no se encuentra en ninguna categoría de protección. En la Lista Roja de la IUCN (International Union for Conservation of Nature) está en la categoría de preocupación menor (Least Concern = LC). Por el momento las poblaciones de Neritina virginea se consideran estables, bien distribuidas y abundantes. Por el momento sólo se realiza ningún intento para incrementar las poblaciones, pero se sugiere especial atención a cuidar el hábitat donde suele localizarse, como los manglares. Está dentro de la categoría G5-Secure por Nature Serve 2009.